# Simún

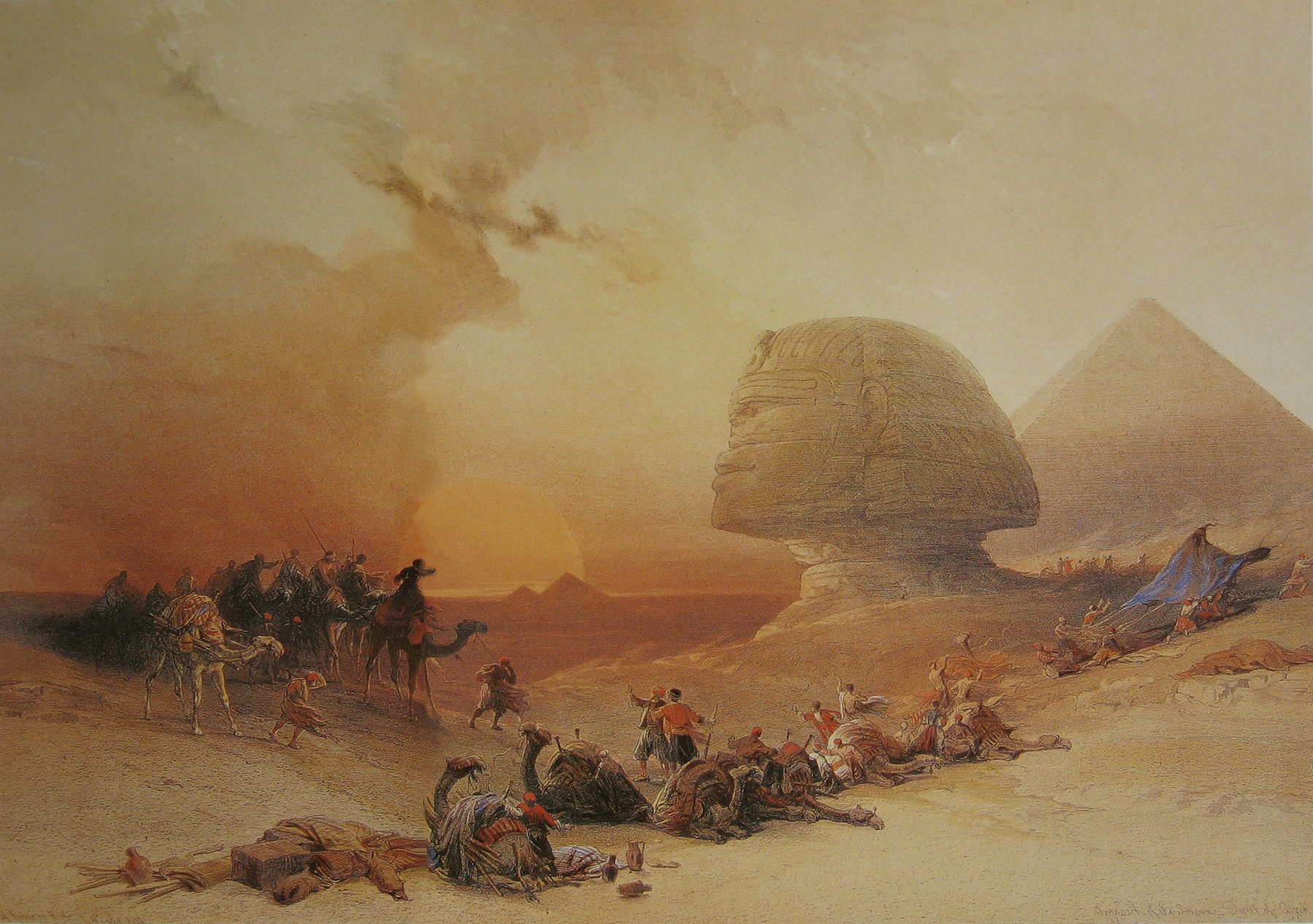
"La simún sobre el desierto", David Roberts (1838).

Un simún (en árabe samûn, de samma: "envenenar") es un temporal fuerte, cálido y seco de viento y arena, que sopla en el Sahara, Israel, Palestina, Jordania, Siria y los desiertos de Arabia. Su temperatura puede sobrepasar los 54 °C, con una humedad por debajo del 10%. 
La tormenta se mueve en forma súbita y circular (como un ciclón), transportando nubes de polvo y arena, lo que produce en personas y animales un efecto de asfixia e hipertermia. Esto se atribuye al hecho de que el viento cálido provee más calor al cuerpo del que puede ser evacuado por este mediante la evaporación del sudor. Un simún se desarrolla rápidamente y sin señales que prevean su aparición, aunque su temporada más propicia es entre mediados de junio y mediados de agosto. Dentro de estas fechas, los simunes se presentan con silbidos violentos, y la arena en suspensión tiñe de anaranjado la nube que se desplaza a gran velocidad, y matando a cualquier ser vivo que alcancen sus ráfagas.
Heródoto describió a los simunes como un viento rojo que sopla atravesando el Sahara. La arena transportada puede incluso llegar al Atlántico y a Europa.